# Buire-sur-l'Ancre
Buire-sur-l'Ancre é uma comuna francesa na região administrativa de Altos da França, no departamento de Somme. Estende-se por uma área de 5,28 km². Em 2010 a comuna tinha 312 habitantes (densidade: 59,1 hab./km²).